# 布吕戈斯
布吕戈斯（英語：Brygos），约活动于公元前500年至430年前后。古希腊雅典的艺术家与陶工。公元前500年至公元前480年为其主要的创作时期。他因为十三件作品而为人所知，且均为陶杯。此类作品以其名字命名。除此之外，还有多部作品被归于其名下。